# Astragalus captiosus
Astragalus captiosus är en ärtväxtart som beskrevs av Antonina Georgievna Borissova. Astragalus captiosus ingår i släktet vedlar, och familjen ärtväxter. Inga underarter finns listade i Catalogue of Life.